# Statue des Tristão Vaz Teixeira

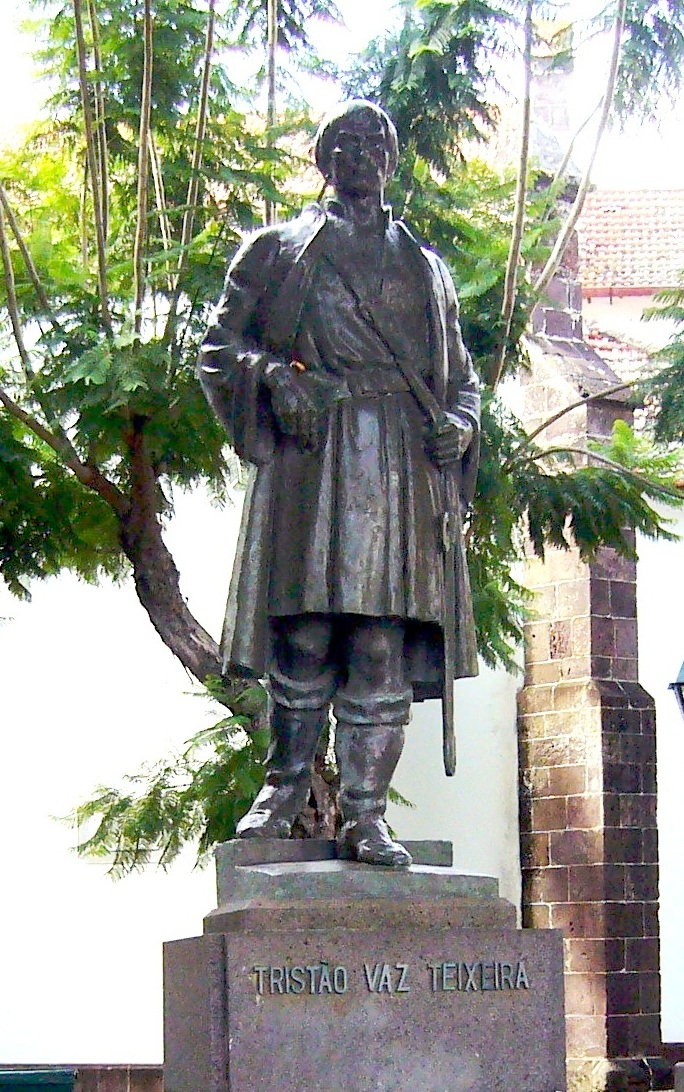

Die Statue von Tristão Vaz Teixeira befindet sich auf dem Platz Largo Dom Antonio Jardim de Oliveira von Machico auf Madeira neben der Hauptkirche Igreja Matriz de Nossa Senhora da Conceição. Sie wurde als Denkmal für den Entdecker und ersten Hauptmann von Machico Tristão Vaz Teixeira konzipiert. Die Statue wurde von dem neorealistischen Bildhauer Pedro Anjos Teixeira (1908–1997) 1971 in Bronze gegossen und 1972 eingeweiht. Im Museu Anjos Teixeira in Sintra befindet sich ein patinierter Gipsabdruck mit den Maßen 260 × 75 × 75 cm. Das Original steht auf einem Steinsockel, signiert mit „Anjos Teixeira 1971“.
Tristão Vaz Teixeira war Knappe des Infanten Dom Henrique, den er nach Ceuta und Tanger begleitete und dort zum Ritter erhoben wurde. Mit João Gonçalves Zarco und Bartolomeu Perestrelo entdeckte er die Insel Porto Santo. Am 11. Mai 1440 erhielt er die capitania von Machico.
Er heiratete Branca Teixeira und hinterließ zahlreiche Nachkommen. Er starb 1480 in Silves in der Algarve.